# Oneida Football Club
Oneida Football Club is een voormalige Amerikaanse voetbalclub uit Boston. De club werd opgericht in 1861 en opgeheven in 1867. De club speelde de wedstrijden in het Boston Common Park in Boston.

## Geschiedenis
De club was de eerste georganiseerde voetbalclub buiten het Verenigd Koninkrijk om. Het team bestond uit studenten van de Boston Latin School en de English High School of Boston. De club wordt door sommigen ook aangeduid als Americanfootballclub. De wedstrijden werden gespeeld tegen de andere scholen uit de stad.

## Trivia
- De bal die gebruikt bij wedstrijden van Oneida Football Club is de nog oudst bewaarde voetbal ter wereld.[1]